# Jacques Bergé
Pour les articles homonymes, voir Bergé.
Jacques Bergé, né en 1693 à Bruxelles et mort dans cette ville en 1756, est un sculpteur flamand.

## Biographie
Il est l'élève de Nicolas Coustou, avant de se rendre à Rome où il reste plusieurs années. Il retourne  à Bruxelles où la corporation des Quatre-Couronnés l'admet comme maître en 1722. Il reçoit des commandes de grandes abbayes souhaitant renouveler leurs décors. Jacques Bergé travaille pour les grandes abbayes de Parc, de Ninove et d'Afflighem, entre autres. Il exécute le buste de son confrère Augustin Coppens. C'est en tant qu'auteur de la fontaine de Minerve au Grand-Sablon à Bruxelles, don du Thomas Bruce, comte d'Ailesbury, qu'il acquiert sa notoriété à Bruxelles. Les musées de Belgique conservent de lui des bozzetti, des reliefs et des esquisses.

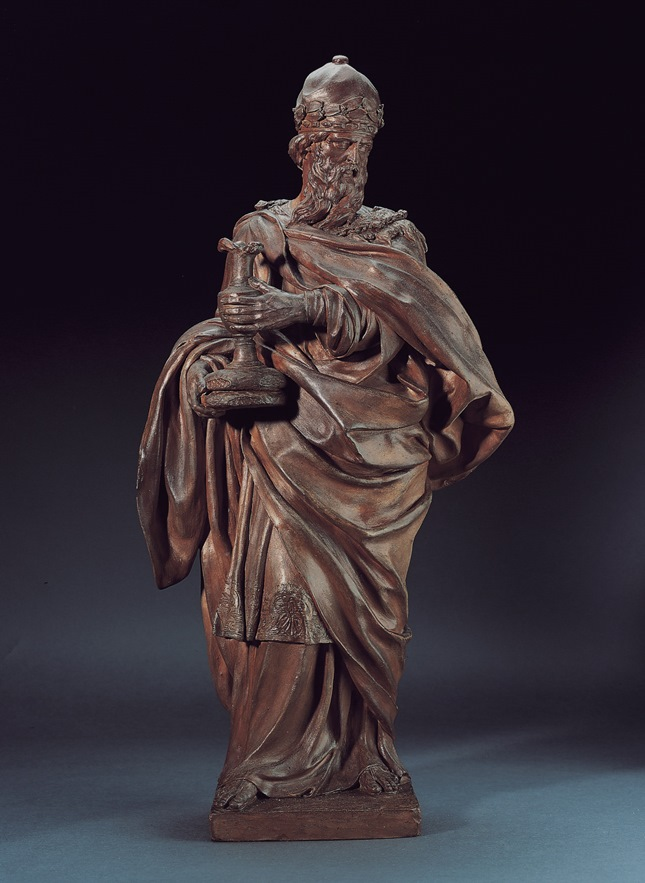
Mechisedech (Fondation Roi Baudouin)
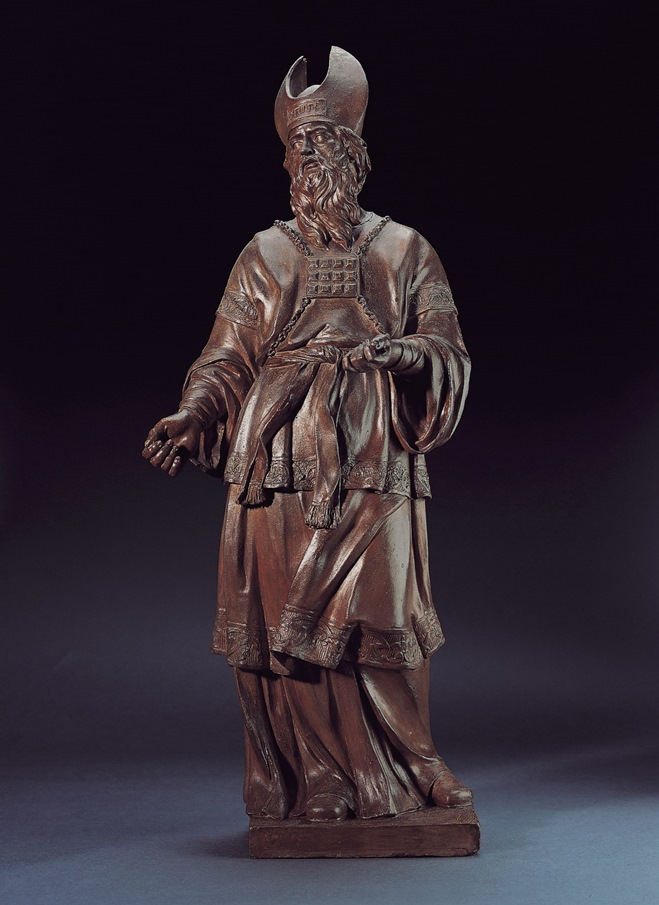
Aaron (Fondation Roi Baudouin)
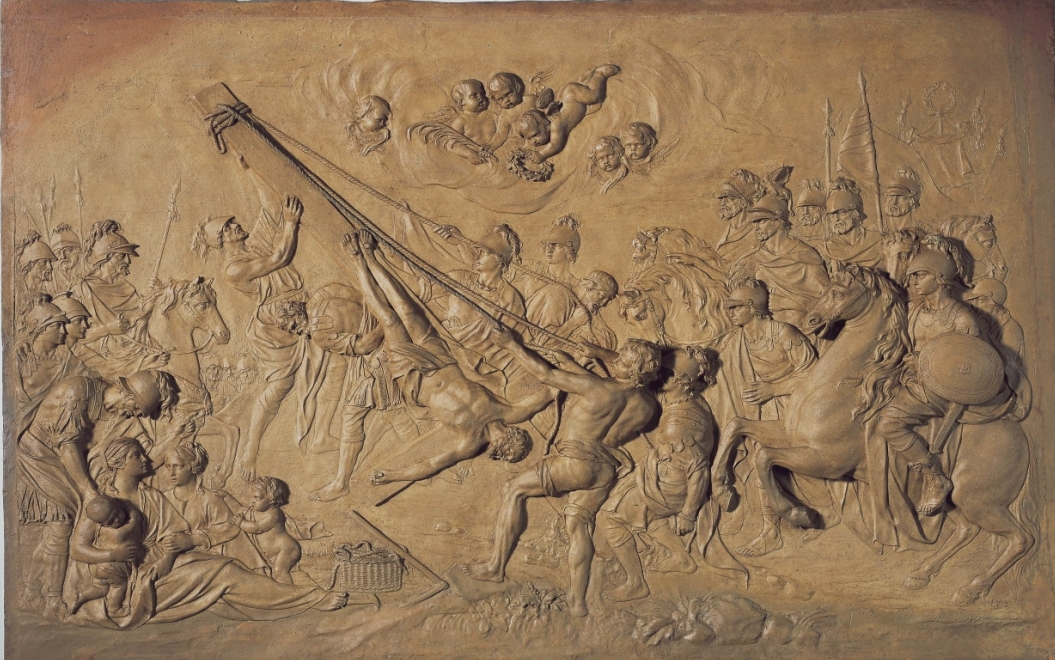
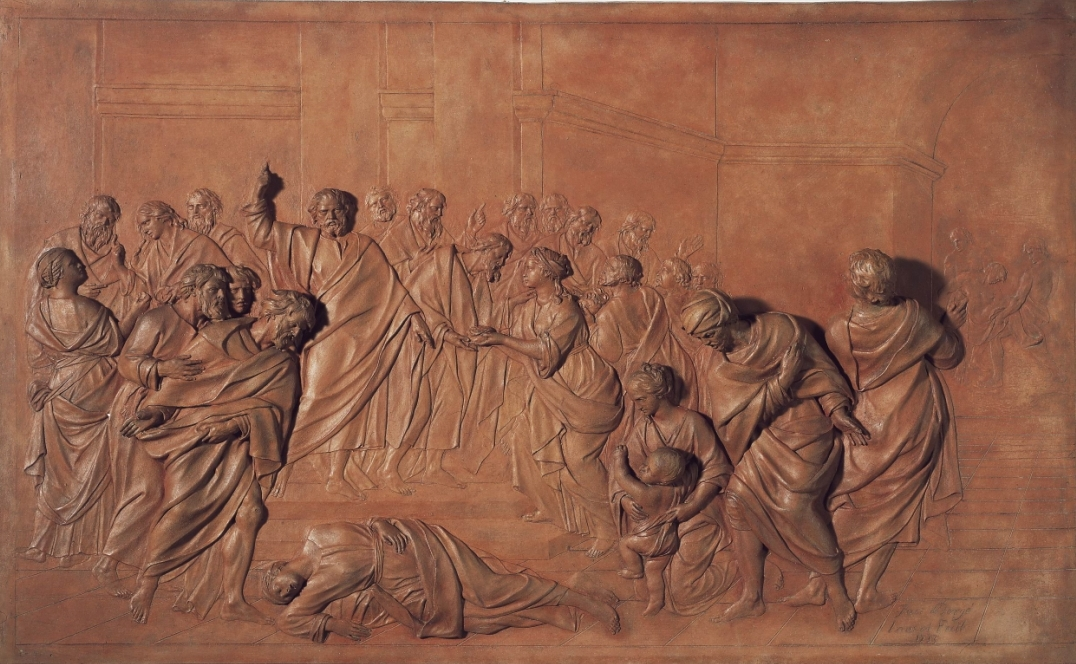